# Shenandoah (Texas)
Shenandoah es una ciudad situada en el condado de Montgomery, Texas, Estados Unidos. Tiene una población estimada, a mediados de 2022, de 3665 habitantes.
Es parte del área metropolitana de Houston (oficialmente, Houston-The Woodlands-Sugar Land). 

## Geografía
La localidad está ubicada en las coordenadas 30°11′3″N 95°27′20″O / 30.18417, -95.45556 (30.184029, -95.455686). Según la Oficina del Censo de los Estados Unidos, tiene una superficie de 5.06 km², correspondientes en su totalidad a tierra firme.

## Demografía

### Censo de 2020
Según el censo de 2020, en ese momento había 3499 personas residiendo en la localidad. La densidad de población era de 691.50 hab./km²
| Raza                   | Núm. | Porc. |
| ---------------------- | ---- | ----- |
| Blancos                | 2481 | 70.9% |
| Afroamericanos         | 123  | 3.5%  |
| Amerindios             | 7    | 0.2%  |
| Asiáticos              | 266  | 7.6%  |
| Isleños del Pacífico   | 3    | 0.1%  |
| Otras razas            | 134  | 3.8%  |
| De una mezcla de razas | 485  | 13.9% |
| Total                  | 3499 | 100%  |

Del total de la población, el 15.29% eran hispanos o latinos de cualquier raza.

## Economía
Hay dos grandes centros comerciales en la ciudad: el Portofino Shopping Center y el Metropark Square.
La localidad cuenta con una importante oferta hotelera, dada su ubicación estratégica en las cercanías de la ciudad de Houston.